# 李应吉
李应吉（1913年—1969年2月），原名郞汉初，又名小彭、郞世英、张显惠。浙江省海宁县斜桥人。中华人民共和国高级经济官员。

## 生平
高小毕业后，1927年到上海证券交易所当学徒。1931年入党。1932年夏任上海沪中区委宣传部长。1933年被捕入狱，1937年8月国共合作后，经八路军驻南京办事处保释出狱，改名李应吉，任董必武的秘书。
1937年至1940年任川东特委组织部长兼南岸区委书记。1941年至1946年在亚西实业银行做会计。1947年在香港工作，改名张显惠，任华夏公司经理。1948年为解放区主持培训了13批经济干部。1949年为华润公司第二任总经理，创建华润下属的南洋贸易公司。
1952年调回北京，在中共中央办公厅中央特别会计室工作。1953年任对外贸易部财会局局长。1955年8月，埃及政府工商部副部长穆罕默德·努赛尔访华，签订贸易协定与年度议定书，明确双方互设官方的商务代表处。1955年11月，中国政府任命为李应吉驻埃及商务代表（当时有中华民国驻埃及大使何凤山在任），12月24日赴埃及。1956年1月26日，纳赛尔总统接见了李应吉和副代表张越，李应吉转达了周恩来对他的问候，递交了周恩来的亲笔信。1956年1月，中国驻埃及商务代表处正式成立。双方商定，商代处有权悬挂本国国旗、国徽，有权使用密码通讯，正副商务代表人身不可侵犯，文件档案不可侵犯。1956年5月16日，埃及照会中方，撤销对台湾的承认，将同中华人民共和国建交。5月30日中埃两国发布建交公报，宣布正式建交。这是中华人民共和国与西亚与全非洲第一个建交的国家。“贸易先行　以民促官”的政策思想正式形成。
1964年任国务院对外经济联络总局副局长。随后担任对外经济联络委员会副部长、党组成员。